# Elói Portela
Elói Portela Nunes Sobrinho (Valença do Piauí, 23 de setembro de 1936) é um engenheiro civil e político brasileiro que exerceu, mediante convocação, o mandato de senador pelo Piauí.

## Dados biográficos
Filho de Eustáquio Portela Nunes e Maria Ferreira de Deus Nunes. Trabalhou no Instituto Brasileiro de Geografia e Estatística deixando Teresina rumo ao Rio de Janeiro onde ingressou na Escola Nacional de Engenharia da Universidade Federal do Rio de Janeiro graduando-se Engenharia Civil em 1962 com especialização e pós-graduação em pela mesma instituição, pela Escola Brasileira de Administração Pública e de Empresas da Fundação Getúlio Vargas e no Instituto Superior do Mar da Pontifícia Universidade Católica do Rio de Janeiro.
Engenheiro de portos e vias navegáveis, trabalhou no Departamento Nacional de Portos e Vias Navegáveis, administrou o Porto de Laguna (1965-1968) e foi engenheiro construtor no  Aeroporto Internacional de Brasília. Licenciado do serviço público trabalhou na Construção Civil tendo uma passagem por Argel, capital da Argélia. De volta ao Brasil participou da construção do Palácio do Jaburu, residência oficial do vice-presidente da República.
Membro do conselho deliberativo da Superintendência do Desenvolvimento da Pesca (Sudepe) foi membro do conselho de administração da Companhia Docas do Ceará e da da Companhia Docas do Maranhão (1977-1987) até assumir o Departamento de Engenharia Portuária da Portobras e a seguir o Departamento de Planejamento do Instituto de Pesquisas Hidroviárias.
Em 1959 filiou-se à UDN e permaneceu na ARENA partido governista surgido com a outorga do bipartidarismo pelo Regime Militar de 1964 até entrar para o PDS em 1980. Nomeado presidente da Empresa Teresinense de Desenvolvimento Urbano (Eturb) pelo prefeito Heráclito Fortes em 1989, foi secretário de Obras e Serviços Públicos do governador Freitas Neto, de quem foi eleito primeiro suplente de senador em 1994. Exerceu o mandato quando o titular foi Ministro das Reformas Institucionais no governo Fernando Henrique Cardoso. Após trabalhar no Conselho de Autoridade Portuária dos portos |paraenses de Belém, Santarém e Vila do Conde, retornou ao Piauí e foi assessor da Secretaria dos Transportes no segundo governo Wellington Dias.
Irmão de Petrônio Portela e Lucídio Portela e primo de Djalma Veloso, Flávio Marcílio, Helvídio Nunes e Tibério Nunes.